# Lanespède
Lanespède ist eine französische Gemeinde mit 144 Einwohnern (Stand 1. Januar 2022) im Département Hautes-Pyrénées in der Region Okzitanien (vor 2016: Midi-Pyrénées). Sie gehört zum Arrondissement Tarbes und zum Kanton La Vallée de l’Arros et des Baïses.
Die Einwohner werden Lanespédiens und Lanespédiennes oder Lanespédois und Lanespédoises genannt.

## Geographie
Lanespède liegt circa 17 Kilometer nordöstlich von Lannemezan und 17 Kilometer südöstlich von Tarbes. Der Bach Lène durchquert das Gemeindegebiet und entwässert zum Arros. 
Umgeben wird Lanespède von den fünf Nachbargemeinden:
| Ozon |                                             | Castéra-Lanusse |
|      | Kompassrose, die auf Nachbargemeinden zeigt | Bégole          |
|      | Ricaud                                      | Péré            |

## Einwohnerentwicklung
Nach Beginn der Aufzeichnungen stieg die Einwohnerzahl bis zur ersten Hälfte des 19. Jahrhunderts auf einen Höchststand von rund 485. In der Folgezeit sank die Größe der Gemeinde bei kurzen Erholungsphasen bis zu den 1970er Jahren auf den tiefsten Stand von rund 125 Einwohnern, bevor eine Phase mit moderatem Wachstum einsetzte, die seit der zweiten Dekade des 21. Jahrhunderts wieder stagniert.
| Jahr      | 1962 | 1968 | 1975 | 1982 | 1990 | 1999 | 2006 | 2011 | 2022 |
| --------- | ---- | ---- | ---- | ---- | ---- | ---- | ---- | ---- | ---- |
| Einwohner | 126  | 127  | 124  | 123  | 134  | 149  | 154  | 152  | 144  |

## Sehenswürdigkeiten
- Pfarrkirche Saint-Pierre
- Viadukt von Lanespède, Monument historique seit 1984

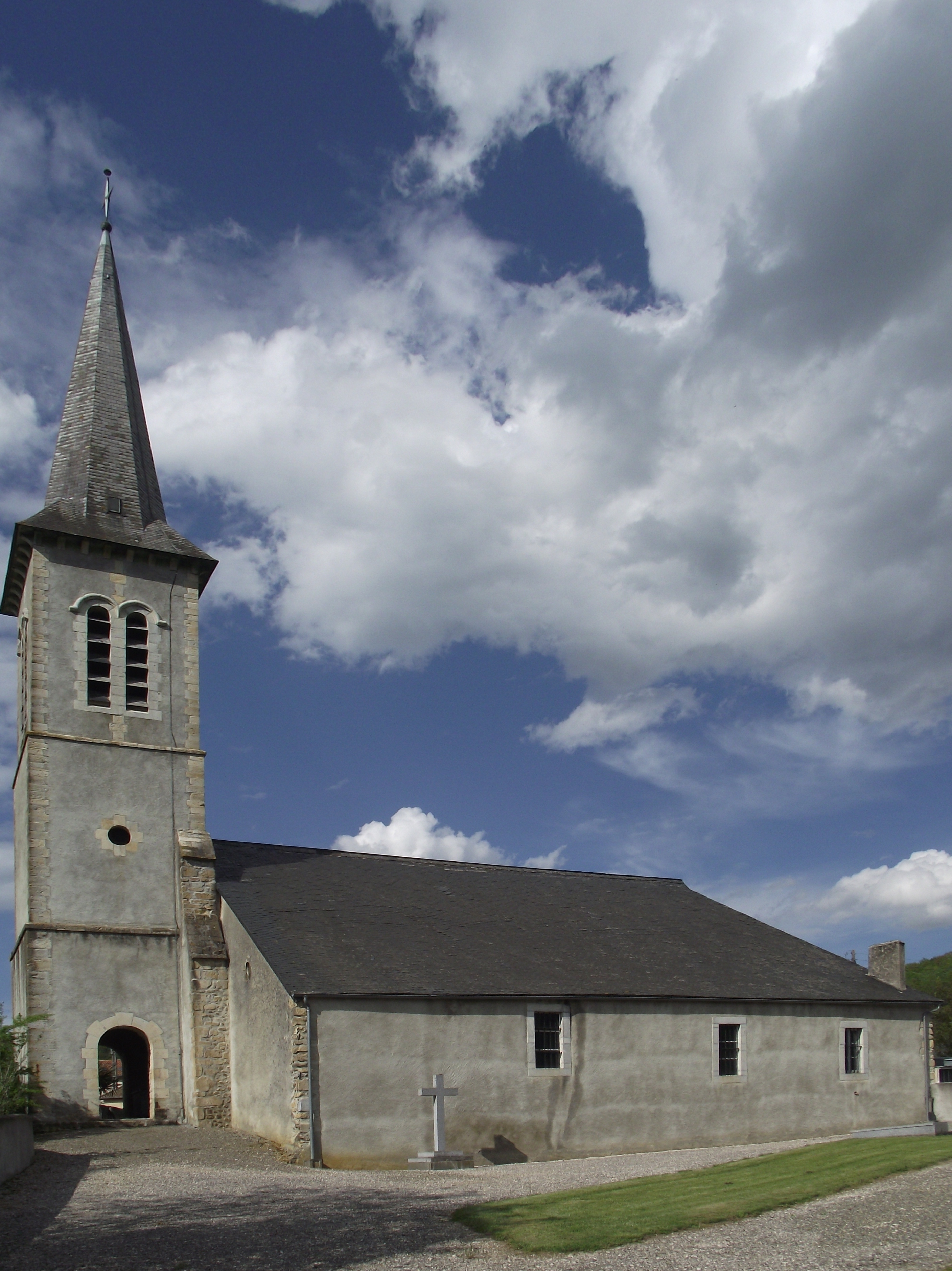
Pfarrkirche Saint-Pierre
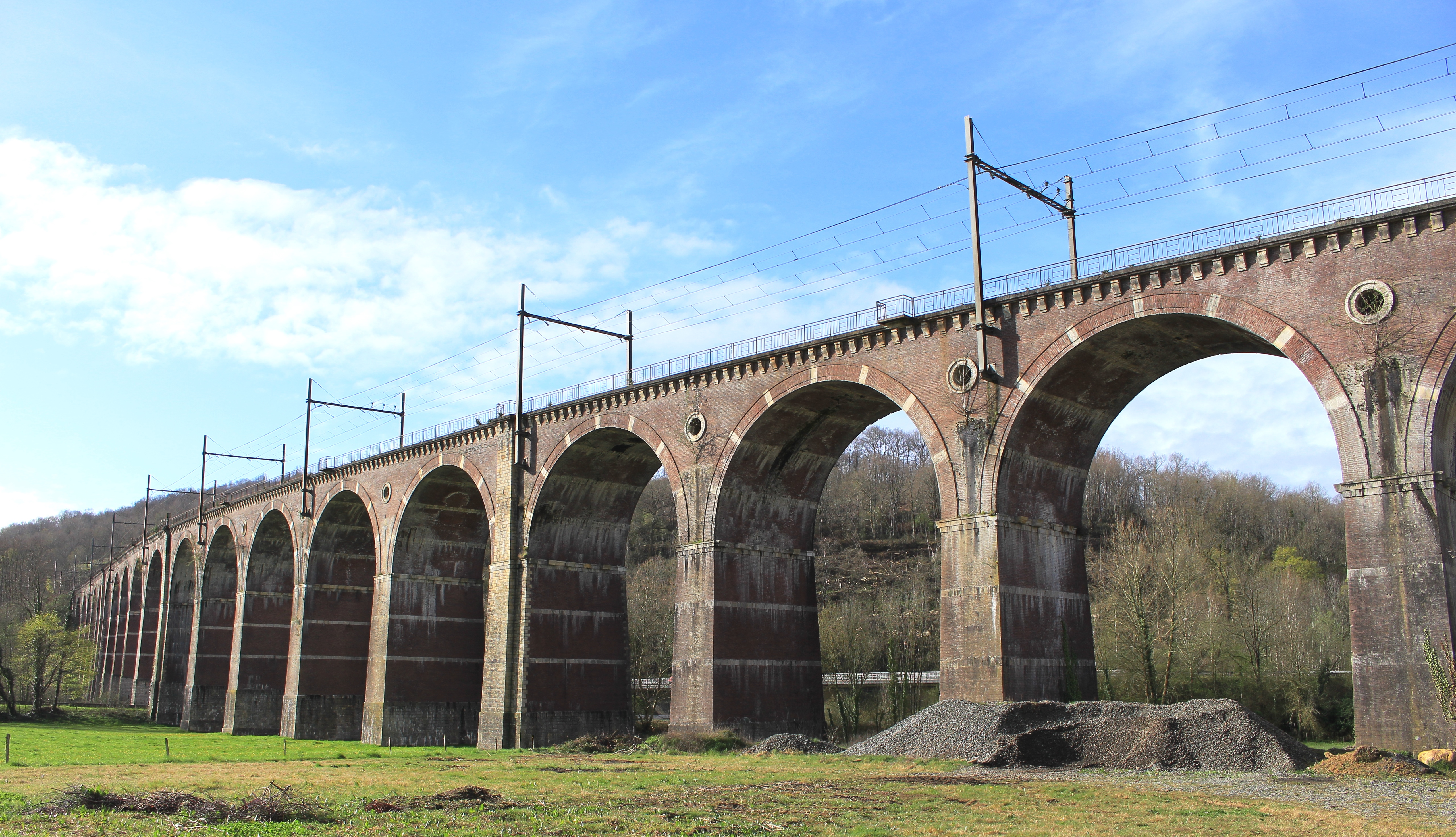
Viadukt von Lanespède
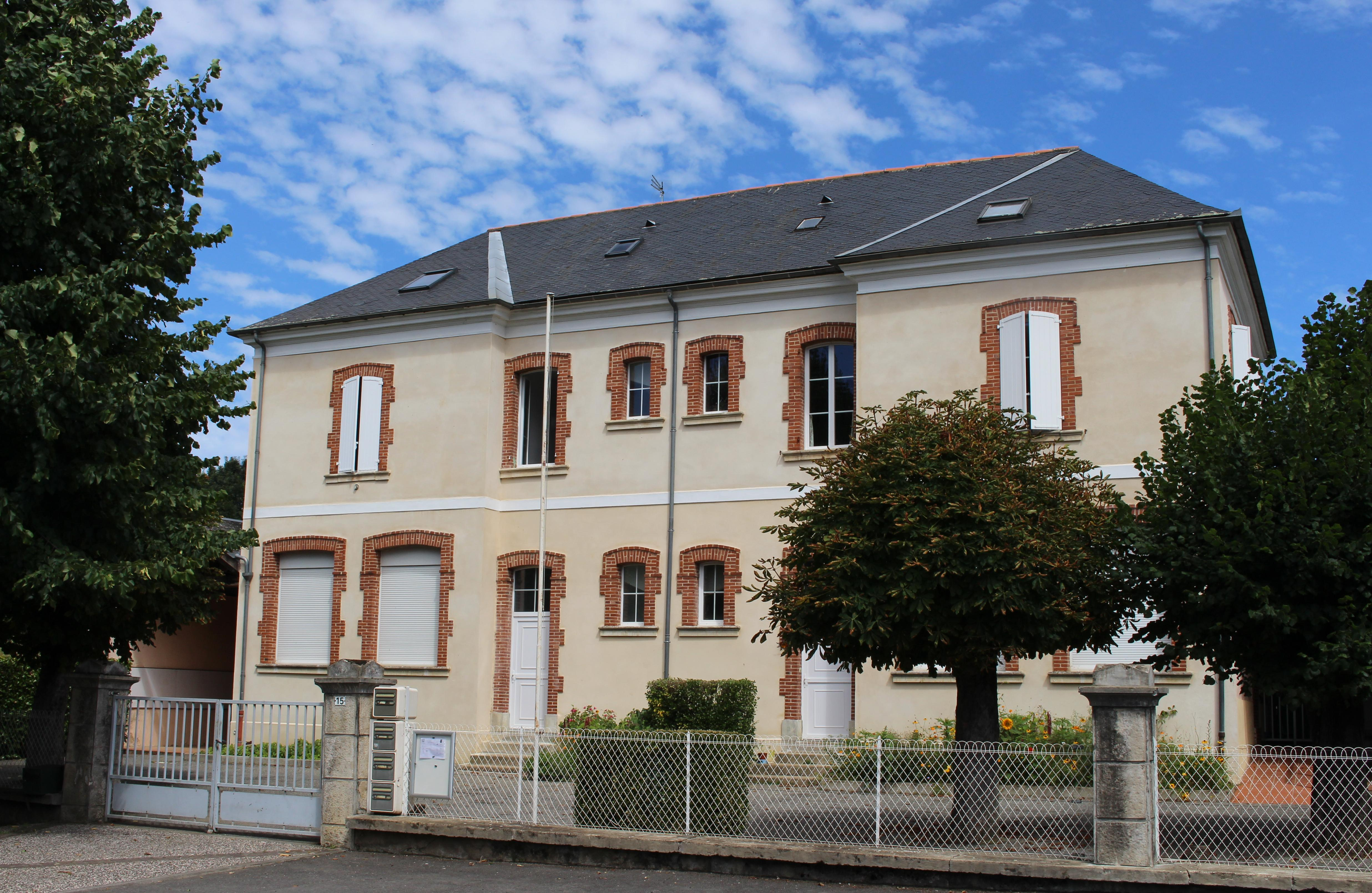
Mairie (Rathaus)

## Wirtschaft und Infrastruktur
Lanespède liegt in den Zonen AOC der Schweinerasse Porc noir de Bigorre und des Schinkens Jambon noir de Bigorre.

### Verkehr
Lanespède ist erreichbar über die Routes départementales 134 und 817, die ehemalige Route nationale 117.
Die Autoroute A64, genannt La Pyrénéenne, durchquert das Gemeindegebiet, allerdings ohne direkte Ausfahrt zum Ort. Die am nächsten gelegene Ausfahrt 14 ist ca. drei Kilometer entfernt und bedient die Gemeinde Tournay.
Eine Linie des TER Occitanie, einer Regionalbahn der staatlichen SNCF, bedient die Strecke von Pau nach Toulouse, die das Gebiet der Gemeinde ohne Haltepunkt durchquert. Die Eisenbahntrasse führt auch über den Viadukt von Lanespède. Der nächste Bahnhof befindet sich in Tournay.